# Jon Benjamin Has a Van
Jon Benjamin Has a Van est une série télévisée américaine en 10 épisodes de 23 minutes créée par H. Jon Benjamin et Leo Allen diffusée entre le 14 juin 10 août 2011 sur Comedy Central.
Cette série est inédite dans les pays francophones.

## Distribution
- Leo Allen (en) : Leo
- H. Jon Benjamin : Lui-même
- Nathan Fielder : Nathan
- Gary Wilmes : Dave Kneebone
- Allison McCurdy : Bikini Girl

Chaque épisode accueille de nouveaux acteurs (voir guest star) tels que Matt Walsh, Chris Parnell, Tim Heidecker, Rich Fulcher, Leo Allen, Patton Oswalt, David Cross, Chloé Dumas, Kirk Hammett et Bob Odenkirk.

## Épisodes
1. titre français inconnu (Border) avec Matt Walsh
2. titre français inconnu (Little Italy)
3. titre français inconnu (Stardoor) avec Chris Parnell, Tim Heidecker et Rich Fulcher
4. titre français inconnu (Breakdown)
5. titre français inconnu (Road Rage)
6. titre français inconnu (Suicide) avec Leo Allen
7. titre français inconnu (Van Scheme)
8. titre français inconnu (The Curse)
9. titre français inconnu (House on the Lake) avec Patton Oswalt et David Cross
10. titre français inconnu (Smoking) avec Chloé Dumas, Kirk Hammett et Bob Odenkirk